# Національний музей сучасного мистецтва (Токіо)
Національний музей сучасного мистецтва (яп. 東京国立近代美術館, То:кьо: кокуріцу кіндай біджюцукан) — музей, розташований в спеціальному районі Тійода міста Токіо, Японія. У музеї представлені колекції сучасного мистецтва, перше за все японського, організовуються виставки.
Цей музей відомий під англійським акронімом — MOMAT (National Museum of Modern Art, Tokyo). MOMAT відомий колекцією мистецтва XX століття, включаючи західний стиль і стиль ніхонга.

## Історія

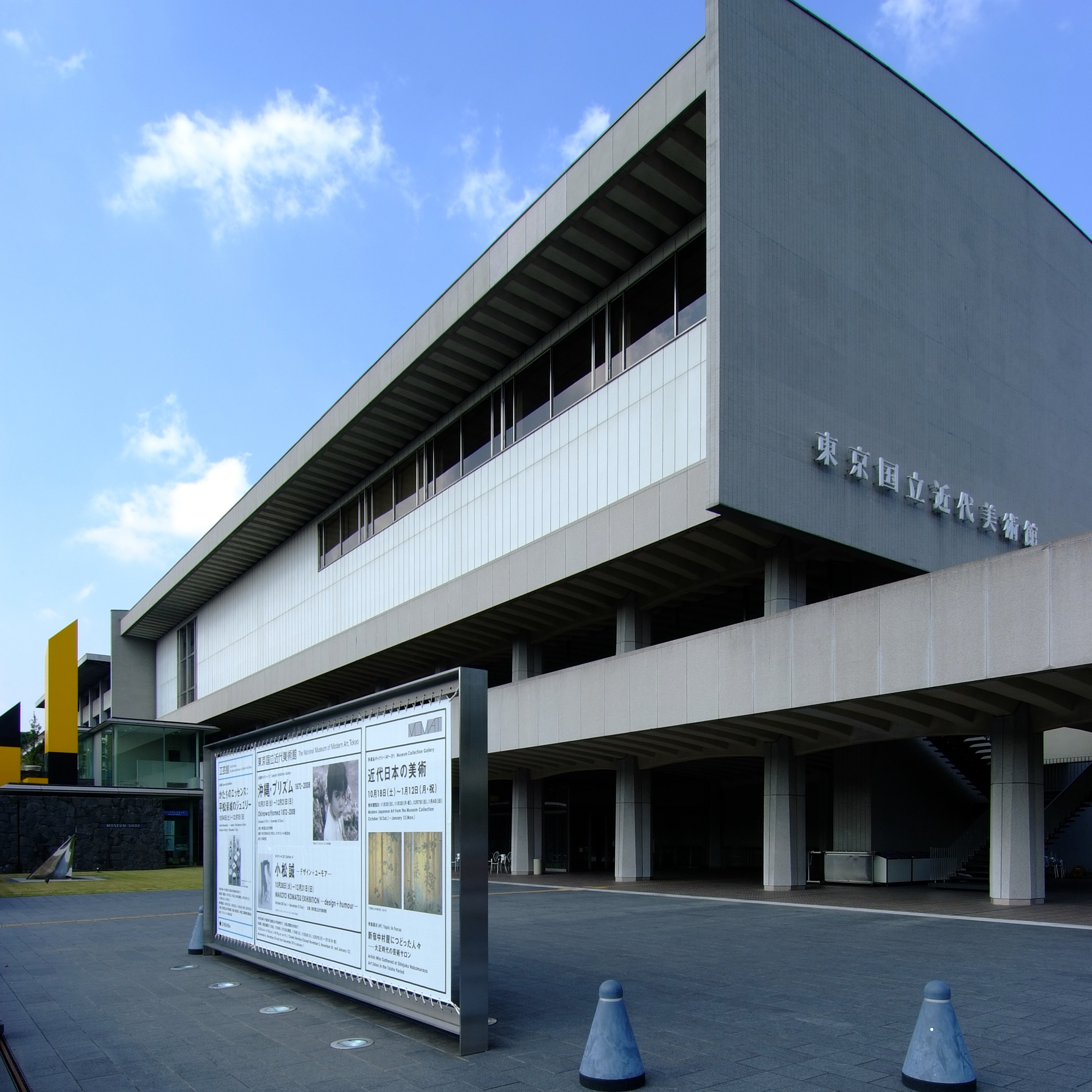
Головна будівля

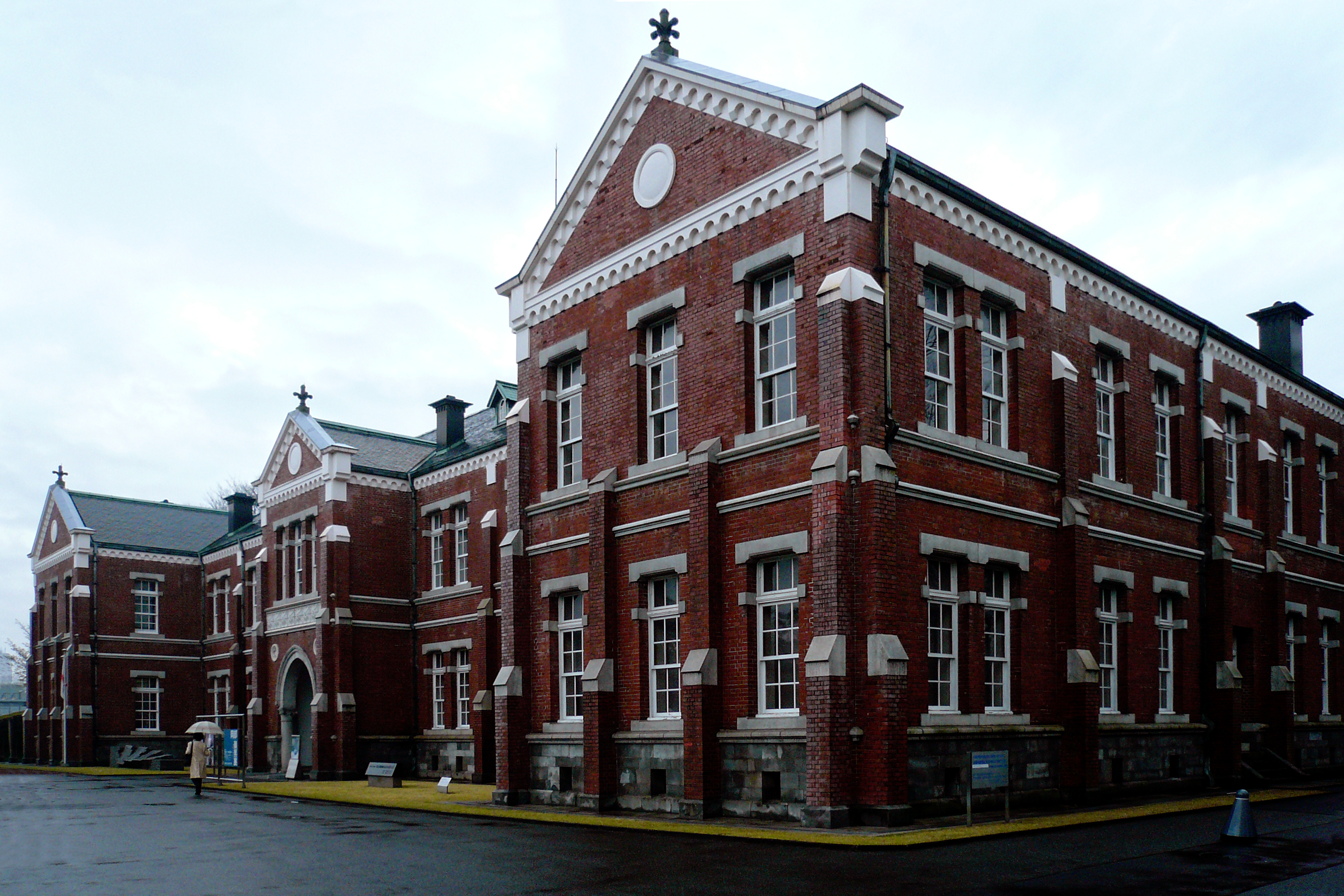
Галерея ремесел

Національний музей сучасного мистецтва в Токіо — перший національний музей мистецтв в Японії, заснований в 1952 році міністерством освіти Японії. Архітектор будівлі — Куніо Маекава. Пізніше були викуплені два сусідніх приміщення, і музей був розширений. Редизайн MOMAT — Йосіро Танігуті (його син Йосіо Танігуті зробив проект розширення Нью-Йоркського музею сучасного мистецтва).

## Колекція
У колекції музею є роботи багатьох відомих японських художників, починаючи з епохи Мейдзі, а також кілька творів сучасних західних художників.
На початку XX століття Мацуката Кодзіро почав колекціонувати японські гравюри Укійо-е. Мацуката зібрав 1925 гравюр за кордоном. В даний час близько 8000 укійо-е гравюр з колекції Мацуката розміщені в Національному музеї Токіо.

### Галерея ремесел
У 1977 році музей відкрив додаткове приміщення — галерею ремесел, в якій збираються предмети текстилю, кераміки, лаку. Тут зібрані предмети ремесел і дизайну з усього світу починаючи з кінця XIX століття і до наших днів. Галерея ремесел має власну наукову бібліотеку.

### Національний кіноцентр

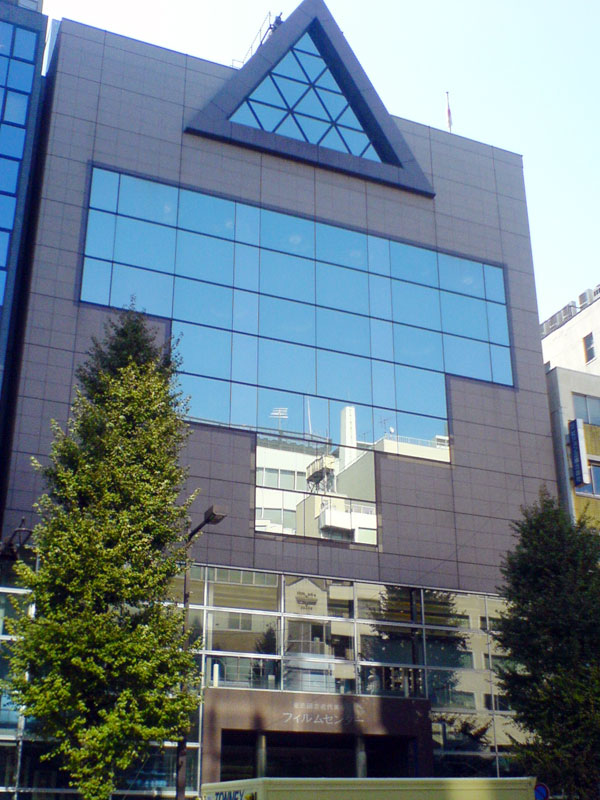
Національний кіноцентр

У будівлі Кьобасі, перебудованій після переїзду в парк Кітаномару, зараз знаходиться філія музею — Національний кіноцентр. У колекції представлено близько 40 000 фільмів і інших матеріалів. Тут проходять спеціальні покази в кінотеатрах. Національний кіноцентр є членом Міжнародної федерації кіноархівів, токійський штаб якої також розташований в будівлі Кьобасі.

### Деякі художники, представлені в музеї
«Об'єднаний каталог колекцій Національного музейного мистецтва Японії» це об'єднаний каталог матеріалів, що зберігаються в чотирьох японських національних художніх музеях:
- Національний музей сучасного мистецтва, Кіото
- Національний музей сучасного мистецтва, Токіо
- Національний художній музей в Осаці
- Національний музей західного мистецтва, Токіо[8]

Інтернет-версія каталогу в даний час знаходиться в стадії розробки, доступні тільки вибрані твори.

#### Японські художники
Ай-Міцу, Хісао Домото, Ей-Кью, Каії Хігасіяма, Хісіда Сюнсо, Лейко Ікемура, Рюсей Кісіда, Ясуо Кунійосі, Яйої Кусама, Сюнсуке Мацумото, Айко Міявака, Кагаку Муракамі, Цунео Накамура, Рокудзан Огівара, Таро Окамото, Юдзо Саекі, Курода Сейкі, Сотаро Ясуї, Рюдзабуро Умехара, Канае Ямамото, Тецугоро Йорудзу.

#### Західні художники
Джозеф Альберс, Карел Аппел, Діана Арбус, Ганс Арп, Френсіс Бекон, Артур Бойд, Даніель Бюрен, Марк Шагал, Імоджен Каннінгем, Робер Делоне, Макс Ернст, Уолкер Еванс, Цуґухару Фудзіта, Поль Гоген, Хуан Гріс, Георг Гросс, Ерже, Василь Кандинський, Пауль Клее, Віллем де Кунінг, Рене Лалік, Фернан Леже, Жуан Міро, Амедео Модільяні, Ласло Мохой-Надь, Генрі Мур, Альфонс Муха, Бен Ніколсон, Ісаму Ногуті, Сідні Нолан, Пабло Пікассо, Норман Роквелл, Жорж Руо, Анрі Руссо, Курт Швіттерс, Альфред Стігліц.